# Meister der Münchner Legenda Aurea
Als Meister der Münchner Legenda aurea (manchmal auch Meister der Goldenen Legende) wird ein  Miniaturenmaler bezeichnet, der im  mittelalterlichen   Paris um 1430 bis 1440 tätig war. Da sein Name unbekannt bleibt, wurde ihm ein Notname gegeben, nach den mehr als 200 Miniaturen, die von seiner Hand eine heute in der Bayerischen Staatsbibliothek in München aufbewahrte Handschrift (BSB Cod. Gall. 3) illustrieren. Es handelt sich dabei um Bilder zur „Legende de nos seigneurs les Saincts du Paradis“, einer französischen Übersetzung der Legenda Aurea.
Der Stil des Meisters zeichnet sich z. B. durch Linienführung zur Hervorhebung von Gesichtsausdrücken aus. Dieser Stil ist außer in der Münchner Legenda aurea in weiteren diesem Meister zugeordneten Miniaturen, aber auch vor allem in Werken seiner Schüler zu finden.
Eventuell lässt sich vom Meister der Münchner Legenda Aurea eine Beziehung herstellen zum Bedford-Meister und dem Meister von Dunois, die beide damals ebenfalls als Buchmaler in Paris florierten.